# John May
John May (Gulfport, 22 febbraio 1958) è un ex cestista statunitense, professionista in Europa.

## Carriera
Venne selezionato dai Detroit Pistons al quarto giro del Draft NBA 1981 (71ª scelta assoluta), ma non giocò mai nella NBA.